# Cornelis Cort
Cornelis Cort (Hoorn, 1530 – Roma, 1578) è stato un pittore e incisore olandese.

## Biografia
Originario dell'Olanda del nord, nel 1550 fu allievo di Dirck Volkertszoon Coornhert ad Haarlem.
Ricordato soprattutto per le sue incisioni e stampe (le prime, eseguite ad Anversa, risalgono al 1553), contribuì in maniera determinante a diffondere in Europa il gusto e la tecnica della pittura olandese dell'epoca. 
Attivo in Italia dal 1565, aprì a Roma uno studio ed ebbe come allievi, tra gli altri, Agostino Carracci, Francesco Villamena e Cherubino Alberti.

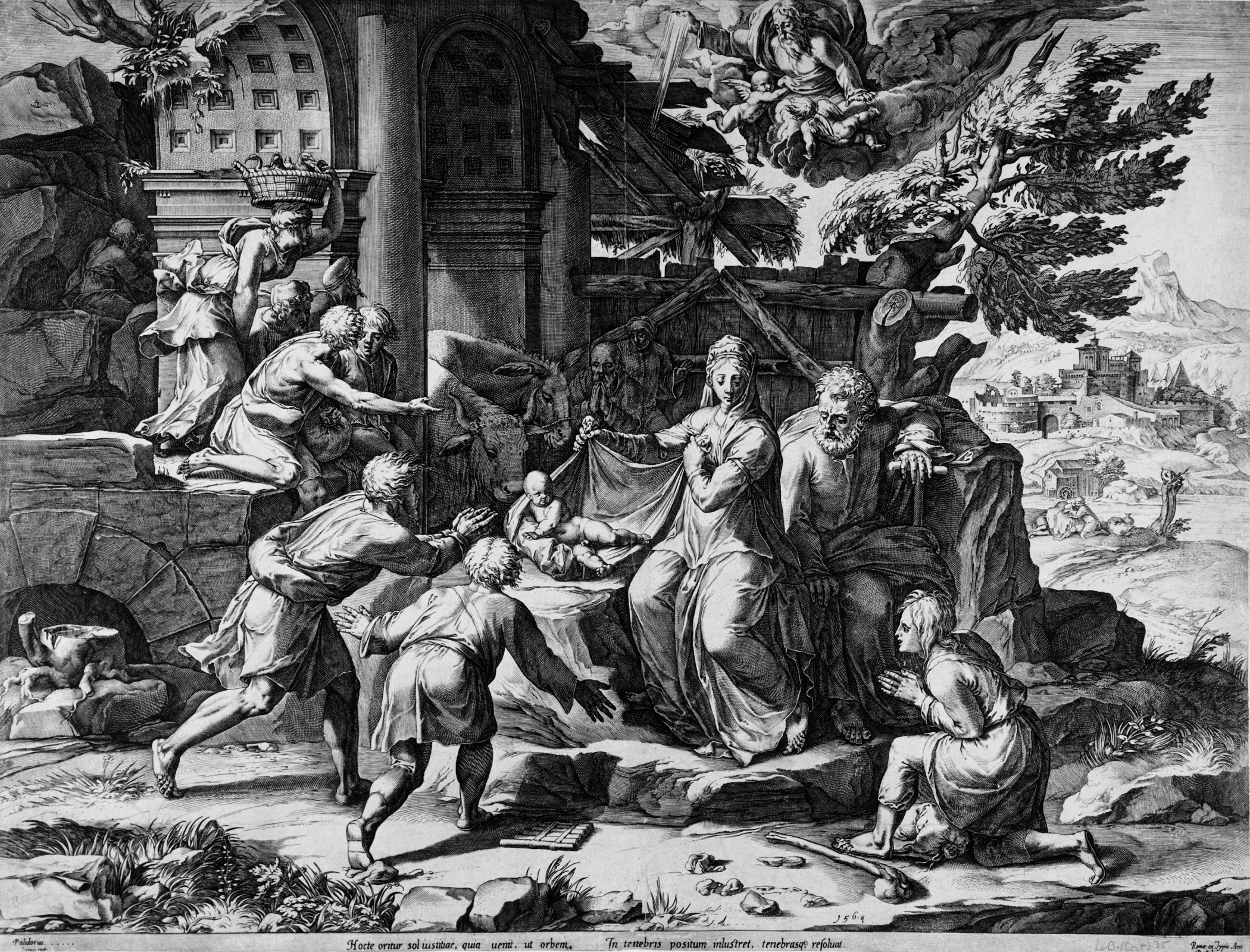
Cornelis Cort, L'adorazione dei pastori, 1569, Los Angeles County Museum of Art.